# Kamenica (Aleksinac)
Pour les articles homonymes, voir Kamenica.
Kamenica (en serbe cyrillique : Каменица) est un village de Serbie situé dans la municipalité d'Aleksinac, district de Nišava. Au recensement de 2011, il comptait 70 habitants.

## Démographie
| 1948 | 1953 | 1961 | 1971 | 1981 | 1991 | 2002 | 2011 |
| ---- | ---- | ---- | ---- | ---- | ---- | ---- | ---- |
| 240  | 240  | 244  | 229  | 207  | 142  | 103  | 70   |

|  |